# ويليام دولار
ويليام دولار (بالإنجليزية: William Dollar)‏ هو مصمم رقص أمريكي، ولد في 20 أبريل 1907 في سانت لويس في الولايات المتحدة، وتوفي في 28 فبراير 1986 في مقاطعة مونتغومري في الولايات المتحدة.

## وصلات خارجية
- ويليام دولار على موقع IMDb (الإنجليزية)
- ويليام دولار على موقع الموسوعة البريطانية (الإنجليزية)
- ويليام دولار على موقع قاعدة بيانات برودواي على الإنترنت (الإنجليزية)